# Yabrud

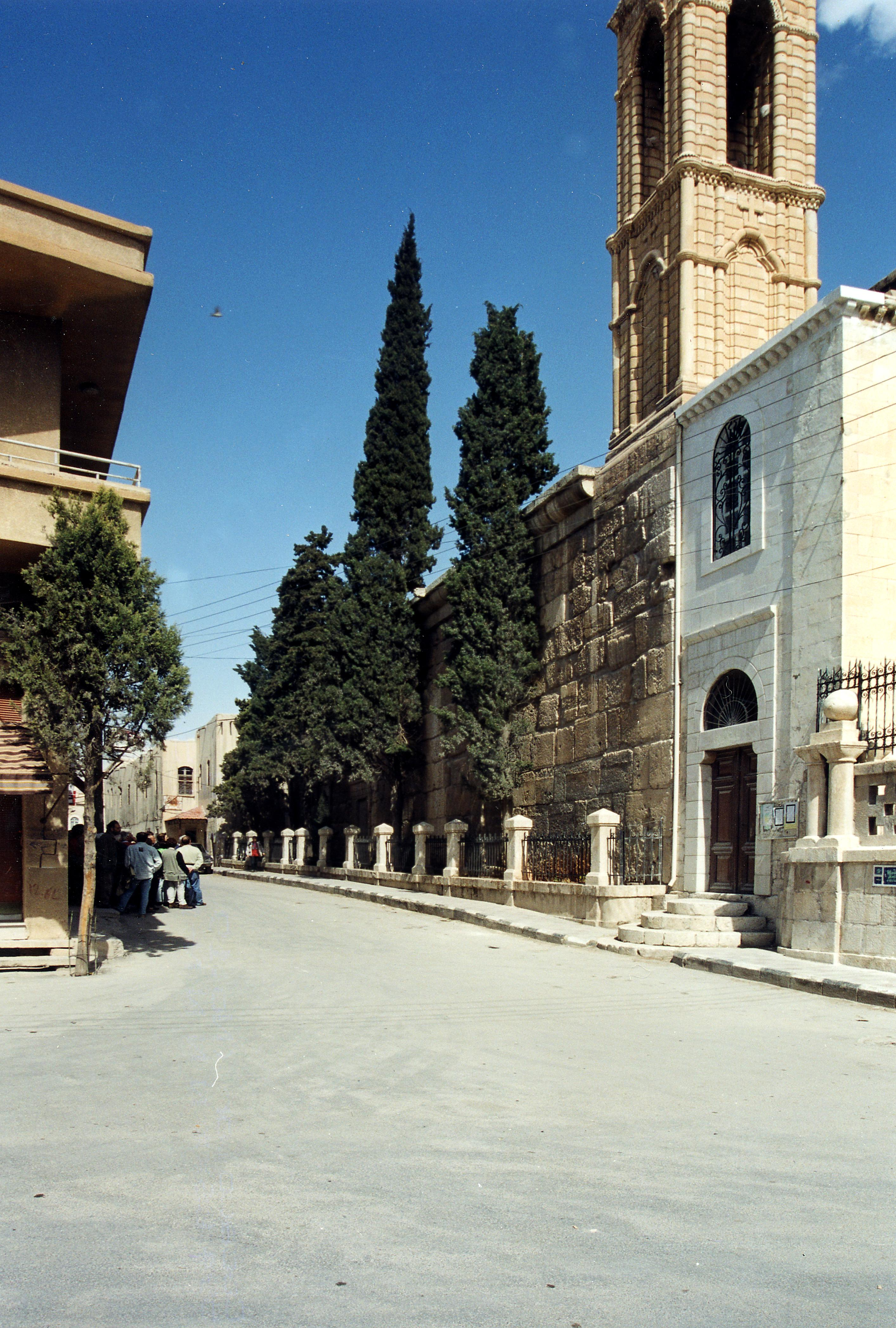
Kathedrale der Heiligen Konstantin und Helena, 2002

Yabrud (auch Yabroud oder Jabrud; arabisch يبرود, DMG Yabrūd) ist eine syrische Stadt. Sie liegt etwa 80 km nordöstlich von Damaskus entfernt, westlich der M1 und etwa 20 km östlich der libanesischen Grenze.
Yabrud hat 45.257 Einwohner (Berechnung 2009). Die meisten von ihnen sind sunnitische Muslime, etwa ein Drittel dagegen Christen, mehrheitlich Angehörige der melkitischen griechisch-katholischen Kirche.

## Geschichte
In der Zeit des Römischen Reiches gab es im heutigen Yabrud einen römischen Jupiter-Tempel. Nach der Christianisierung wurde auf den Grundmauern und aus Steinen dieses Tempels eine christliche Kirche errichtet, die spätere Kathedrale der Heiligen Konstantin und Helena, die bis heute noch steht. Nach der islamischen Eroberung kamen die Moscheen des Ortes hinzu.
Yabrud wurde im Telegraph 2013 als modellhafte Ortschaft des Zusammenlebens von Muslimen und Christen beschrieben. Der Ort geriet im Bürgerkrieg in Syrien als einer der ersten bereits 2011 unter die Kontrolle der Opposition, und die Freie Syrische Armee (FSA) wurde hier begrüßt. Kirchenvertreter drängten die Christen, sich von der Opposition fernzuhalten, was sunnitische Oppositionelle vor Ort verärgerte. Dennoch funktionierte das Zusammenleben der Gruppen auch unter der Herrschaft der FSA weiterhin gut. Im Jahre 2013 begann jedoch die zu al-Qaida gehörende al-Nusra-Front, strategische Positionen im Ort einzunehmen. Gegen den Willen der einheimischen Muslime versuchten Männer von al-Nusra, die Kontrolle über die Moscheen zu übernehmen. Bei einem ersten Versuch, den bisherigen Imam aus einer Moschee zu werfen, wurden die al-Nusra-Leute jedoch noch selbst erfolgreich von den Anwesenden hinausgeworfen. Auch der melkitische Pater George Hadad von der Frauenkirche Yabrud beschreibt das Verhältnis zwischen den Muslimen und Christen als gut. Nur eine kleine Minderheit der Muslime habe die Extremisten unterstützt, während andere Muslime ihn zum Schutz bei Gängen durch den Ort begleiteten. Im Oktober 2013 sprengte al-Nusra, die inzwischen den Ort beherrschte, das Kreuz von der melkitischen Frauenkirche. Dennoch fanden regelmäßig Gottesdienste statt. Von Yabrud aus eroberte al-Nusra Ende 2013 auch die wenige Kilometer entfernte, mehrheitlich christliche Ortschaft Maalula. Durch Beschuss mit Panzern wurde in dieser Zeit die antike Kirche Konstantin und Helena beschädigt. Im Februar 2014 drangen Dschihadisten in die Frauenkirche von Yabrud ein und zerstörten oder stahlen die gesamte Einrichtung. Der zunehmende Terror führte zur Abwanderung der Christen, doch der melkitische Pater George Hadad blieb die gesamte Zeit vor Ort. Am 16. März 2014 nahmen Regierungstruppen mit Unterstützung der libanesischen schiitischen Hisbollah Yabrud wieder ein. Unter der christlichen Bevölkerung, aber selbst unter Muslimen des Ortes wird Maria sehr verehrt. Dass die beschädigte Frauenkirche auch nach den schweren Kämpfen bei der Rückeroberung 2014 noch stand, ist in den Augen vieler ihr zu verdanken. Nach der Rückeroberung des Ortes waren noch neun von einst 3500 Christen in Yabrud, die teilweise auch noch vor den Kämpfen geflohen waren. In den folgenden Monaten kehrte ein Großteil der geflohenen Einwohner zurück – von den Christen waren es 85 % bis Anfang des Jahres 2015. Die melkitischen Priester kehrten kurz vor Karfreitag 2014 zurück. In der benachbarten Moschee wurde ihnen gestattet, die Lautsprecher zum Aufruf zum Karfreitagsgebet zu nutzen. Aktuelle Bilder zeigen die Frauenkirche wieder in einem gepflegten Zustand.

## Sehenswertes
Die melkitische griechisch-katholische Kirche Konstantin und Helena ist aus Steinen eines ehemaligen Jupitertempels errichtet worden. Sie enthält neben einigen wertvollen Ikonen auch Kapitelle von römischen Säulen. Während des syrischen Bürgerkriegs wurde die Kathedrale Ende September bzw. Anfang Oktober 2013 durch Beschuss des christlichen Wohnviertels mit Panzern beschädigt. Am nordöstlichen Rand des Ortes steht die moderne, deutlich größere melkitische griechisch-katholische Frauenkirche, die Ziel mutwilliger Zerstörungen war, aber restauriert wurde.
Der bedeutende archäologische Fundplatz in den Höhlen von Yabrud 33° 58′ 36″ N, 36° 38′ 43″ O liegt östlich der Gebirgskette des Anti-Libanon auf etwa 1400 m Höhe. Während seiner Reise in den Vorderen Orient entdeckte und untersuchte Alfred Rust den Fundplatz. In den Jahren 1931 bis 1933 wurden Ausgrabungen durchgeführt. Die Funde wurden von Rust nach Deutschland in das Institut für Ur- und Frühgeschichte der Universität Köln gebracht. Auf drei Felsdächer verteilen sich insgesamt 45 Kulturschichten.

## Söhne und Töchter der Stadt
- Abdo Arbach (* 1952), melkitisch griechisch-katholischer Erzbischof von Homs